# Glenville (Schenectady County)
Glenville ist eine US-amerikanische Town im Schenectady County des Bundesstaats New York. Das U.S. Census Bureau hat bei der Volkszählung 2020 eine Einwohnerzahl von 29.326 ermittelt. Glenville ist ein Teil der Metropolregion Albany-Schenectady-Troy. Einschließlich des Dorfes Scotia umfasst die Stadt Glenville den Teil des Schenectady County nördlich des Mohawk River.

## Orte
Orte innerhalb der Town Glenville:
- Alplaus
- Hoffmans
- East Glenville
- Scotia
- Stoodley Corners
- West Glenville

## Geschichte
Glenville ist nach Alexander Lindsay Glen benannt. Glen, der aus Schottland stammte, erwarb in den 1650er Jahren ein großes Stück Land in der Gegend. Er benannte sein Herrenhaus in Scotia nach seiner Heimat.

## Demografie
Nach einer Schätzung von 2019 leben in Glenville 29.271 Menschen. Die Bevölkerung teilt sich auf in 95,0 % Weiße, 1,4 % Afroamerikaner, 0,1 % amerikanische Ureinwohner, 1,1 % Asiaten und 2,3 % mit zwei oder mehr Ethnizitäten. Hispanics oder Latinos machten 4,1 % der Bevölkerung aus. Das mittlere Haushaltseinkommen lag bei 79.037 US-Dollar und die Armutsquote bei 5,8 %.

## Wirtschaft
Die Town Glenville gilt als Schlafstadt. Viele Einwohner finden Arbeit bei General Electric im benachbarten Schenectady und bei verschiedenen Ämtern des Staates New York im nahe gelegenen Albany.